# Dabiq (Syrien)
Dabiq (arabisch دابق, DMG Dābiq) ist eine nordsyrische Ortschaft im Gouvernement Aleppo. Sie liegt etwa 40 km nordöstlich von Aleppo und etwa 10 km südlich der Grenze zwischen der Türkei und Syrien. Der Zensus 2004 wies 3364 Bewohner aus.
Nach islamischer Eschatologie, hier Sahīh Muslim, Buch 41, Hadith 6924, werden in Dabiq oder im Amuq muslimische Armeen am Ende der Zeit auf ihre Feinde treffen.
Am 24. August 1516 schlugen die Osmanen hier die ägyptischen Mamluken in der Schlacht von Mardsch Dabiq.
Im Laufe des Bürgerkriegs in Syrien wurde die Stadt im August 2014 vom terroristischen Islamischen Staat (IS) erobert. Militärisch hat die Stadt zwar geringe Bedeutung, hat für die Terrormiliz aber einen hohen Symbolwert.
Im Oktober 2016 startete die Türkei eine Offensive auf die Stadt im Rahmen von Schutzschild Euphrat. Stellungen der IS wurden mit Artilleriegeschützen der Typen T-122 Sakarya und T-155 Fırtına beschossen. Zeitgleich griffen F-16 Kampfflugzeuge der türkischen Luftwaffe Stellungen an. Am 16. Oktober rückten Kampfpanzer der Typen Leopard 2A4 und Sabra sowie Mannschaftstransportwagen der 2. Armee, begleitet von Rebellenverbänden der Freien Syrischen Armee in die Stadt ein. Der IS war aufgrund der vorhergegangenen Bombardierungen geschwächt und leistete nur minimalen Widerstand gegen die militärische Übermacht, so zog er seine Kämpfer in die Städte Bizaʿa und vor allem al-Bab zurück.